# Crafoord-díj
A Crafoord-díjat Holger Crafoord (1908-1982) svéd iparmágnás és felesége, Anna-Greta Crafoord alapították 1980-ban „a csillagászati, matematikai, földtudományi, biológiai (ezen belül is különösen az ökológiai) alapkutatások és a (rheumás) ízületi gyulladás (polyarthritis) kutatásának előmozdítására”. (Az alapító, Holger Crafoord utolsó éveiben ebben a betegségben szenvedett.) A díjat a Svéd Királyi Tudományos Akadémia kezeli és az általa kinevezett bizottság ítéli oda. A tudományágak kiválasztásában az játszott szerepet, hogy kiegészítse a Nobel-díjat abban az értelemben, hogy olyan területek kutatóit lehessen díjazni, amelyek annak adományozási köréből hiányoznak. A díj összege jelenleg 4 millió svéd korona, és ezzel a világ legnagyobb tudományos díjai közé tartozik.
Az eredeti szabály szerint évente egy díjat adtak ki az alábbi hároméves ciklus szerint, az egyes szakterületek közötti rotációs elv alapján:
1. év: csillagászat vagy matematika
2. év: földtudomány
3. év: biológiai tudományok

Az ízületi gyulladás kutatását támogató díjat abban az évben adják ki, amikor egy szakbizottság úgy ítéli meg, hogy a betegség kutatásában olyan érdemi előrelépés történt, ami a díj kiadását indokolja. A díjat megosztva is kiadhatják.
2012 óta csillagászati és matematikai díjat külön-külön adnak ki, mindkét díj 4 millió svéd korona összegű.
A díjazott(ak)at az adott év januárjában jelentik be. A díjat a tárgyév áprilisában vagy májusában – hasonlóan a Nobel-díjhoz – a svéd király adja át a Crafoord Day keretében, amikor az adott témáról egyúttal tudományos szimpóziumot is tartanak.

## Díjazottak
| Év   | Kategória            | Kép                                                                                  | Díjazott                    | Ország                         | Kutatási terület/A díj indoklása |
| ---- | -------------------- | ------------------------------------------------------------------------------------ | --------------------------- | ------------------------------ | --- |
| 1982 | matematika           |                                                                                      | Vlagyimir Igorjevics Arnold | Szovjetunió                    | a nemlineáris differenciálegyenletek elmélete |
| 1982 | matematika           | Louis Nirenberg                                                                      | Louis Nirenberg             | Egyesült Államok               | a nemlineáris differenciálegyenletek elmélete |
| 1983 | földtudományok       | —                                                                                    | Edward Lorenz               | Egyesült Államok               | „A geofizikai hidrodinamika területén elért alapvető eredményeikért, melyek egyedi módon járultak hozzá a nagyléptékű légköri és tengeráramlások megértéséhez” |
| 1983 | földtudományok       | —                                                                                    | Henry Stommel               | Egyesült Államok               | „A geofizikai hidrodinamika területén elért alapvető eredményeikért, melyek egyedi módon járultak hozzá a nagyléptékű légköri és tengeráramlások megértéséhez” |
| 1984 | biológiai tudományok | —                                                                                    | Daniel H. Janzen            | Egyesült Államok               | „A ko-evolúció témájában végzett ötletes és motiváló munkájáért, mellyel sok kutatót inspirált e területen való további kutatásokra.” |
| 1985 | csillagászat         | —                                                                                    | Lyman Spitzer               | Egyesült Államok               | „A csillagközi anyag gyakorlatilag minden aspektusát érintő úttörő alapkutatásaiért, melyek a Copernicus-műhold révén nyert eredményekben csúcsosodtak ki.” |
| 1986 | földtudományok       | Claude Allègre                                                                       | Claude Allègre              | Franciaország                  | „Allègre és Wasserburg ötletes kutatásai a Naprendszer, a Föld, a Hold és a meteoritok keletkezésének és fejlődésének, a Föld légköre kialakulásának, valamint a földkéreg és a földköpeny egymáshoz képesti viszonyának jobb megértéséhez vezettek.”                                |
| 1986 | földtudományok       | —                                                                                    | Gerald J. Wasserburg        | Egyesült Államok               | „Allègre és Wasserburg ötletes kutatásai a Naprendszer, a Föld, a Hold és a meteoritok keletkezésének és fejlődésének, a Föld légköre kialakulásának, valamint a földkéreg és a földköpeny egymáshoz képesti viszonyának jobb megértéséhez vezettek.”                                |
| 1987 | biológiai tudományok | —                                                                                    | Eugene P. Odum              | Egyesült Államok               | „Úttörő módon járultak hozzá az ökoszisztémák ökológiájához, alapvető felismeréseik erőteljesen elősegítették a természetes rendszerek dinamikájának megértését és megteremtették a természetes rendszerek kiaknázásának tudományos alapját, beleértve a szennyezések csökkentését.” |
| 1987 | biológiai tudományok |                                                                                      | Howard T. Odum              | Egyesült Államok               | „Úttörő módon járultak hozzá az ökoszisztémák ökológiájához, alapvető felismeréseik erőteljesen elősegítették a természetes rendszerek dinamikájának megértését és megteremtették a természetes rendszerek kiaknázásának tudományos alapját, beleértve a szennyezések csökkentését.” |
| 1988 | matematika           | Pierre Deligne, seated, facing left and away from the camera                         | Pierre Deligne              | Belgium                        | „Az algebrai geometriában elért alapvető eredményeikért, [...] beleértve a Weil-sejtés igazolását.” |
| 1988 | matematika           |                                                                                      | Alexander Grothendieck      | [ 9 ]                          | „Az algebrai geometriában elért alapvető eredményeikért, [...] beleértve a Weil-sejtés igazolását.” |
| 1989 | földtudományok       | James Van Allen                                                                      | James Van Allen             | Egyesült Államok               | „A világűr kutatásában elért úttörő eredményeiért, különösen a földmágneses tér által becsapdázott energikus részecskékből képződő sugárzási (Van Allen-) övek felfedezéséért.” |
| 1990 | biológiai tudományok | Paul R. Ehrlich                                                                      | Paul R. Ehrlich             | Egyesült Államok               | „A fragmentált populációk dinamikájának és genetikájának kutatásában elért eredményeiért és a eloszlásmintázatnak a túlélésben játszott fontos szerepe felismeréséért” |
| 1990 | biológiai tudományok | Edward Osborne Wilson                                                                | Edward Osborne Wilson       | Egyesült Államok               | „A sziget-biogeográfia elméletéért, valamint a fajok sokféleségének, a szigetek életközösségei dinamikájának és más különféle fokban izolált élőhelyek kutatásáért” |
| 1991 | csillagászat         | —                                                                                    | Allan Rex Sandage           | Egyesült Államok               | „A galaxisok kutatásában elért, a csillagpopulációk és ködök galaxison belüli eloszlását, fejlődésüket kutató hozzájárulásáért, valamint a sebesség–távolság relációra (az ún. Hubble-törvényre) és annak időbeli fejlődésére vonatkozó eredményeiért”                               |
| 1992 | földtudományok       | —                                                                                    | Adolf Seilacher             | Németország                    | „Azokért az innovatív eredményekért, melyeket az élet fejlődése és a környezettel való kapcsolata fosszilis földtani nyomainak kutatása során ért el” |
| 1993 | biológiai tudományok | Seymour Benzer in his office at Caltech in 1974 with a big model of Drosophila       | Seymour Benzer              | Egyesült Államok               | „Az ecetmuslicák (Drosophila melanogaster) viselkedési mutánsain végzett genetikai és neurofiziológiai vizsgálataiért” |
| 1993 | biológiai tudományok | —                                                                                    | William D. Hamilton         | Nagy-Britannia                 | „Azon elméletéért, mely szerint a rokonszelekció és genetikai rokonság előfeltétele az állatok altruista magatartása kifejlődésének” |
| 1994 | matematika           | —                                                                                    | Simon Donaldson             | Nagy-Britannia                 | „A négydimenziós geometriában az instantonok alkalmazásával végzett alapvető vizsgálataiért, különös tekintettel az új invariánsok felfedezésére” |
| 1994 | matematika           | Shing-Tung Yau                                                                       | Shing-Tung Yau              | Egyesült Államok               | „A differenciálgeometria nemlineáris technikáinak kifejlesztéséért, melynek segítségével számos fontos matematikai problémát sikerült megoldani” |
| 1995 | földtudományok       | —                                                                                    | Willi Dansgaard             | Dánia                          | „A negyedidőszak klímaváltozásainak izotópgeokémiai vizsgálatára kifejlesztett módszerekért és ezek alkalmazása terén végzett alapvető munkájukért” |
| 1995 | földtudományok       |                                                                                      | Nicholas Shackleton         | Nagy-Britannia                 | „A negyedidőszak klímaváltozásainak izotópgeokémiai vizsgálatára kifejlesztett módszerekért és ezek alkalmazása terén végzett alapvető munkájukért” |
| 1996 | biológiai tudományok | Robert May                                                                           | Robert M. May               | Ausztrália                     | „A populációk, fajtársulások és ökoszisztémák dinamikájának elméleti ökológiai vizsgálataiért” |
| 1997 | csillagászat         | —                                                                                    | Fred Hoyle                  | Nagy-Britannia                 | „A csillagokban zajló magfolyamatok és a csillagfejlődés kutatásában kifejtett úttörő munkásságukért” |
| 1997 | csillagászat         | —                                                                                    | Edwin Salpeter              | Egyesült Államok               | „A csillagokban zajló magfolyamatok és a csillagfejlődés kutatásában kifejtett úttörő munkásságukért” |
| 1998 | földtudományok       | —                                                                                    | Don L. Anderson             | Egyesült Államok               | „A Föld belső szerkezetének és folyamatainak mélyebb megértéséhez való alapvető hozzájárulásukért” |
| 1998 | földtudományok       | —                                                                                    | Adam M. Dziewonski          | Egyesült Államok               | „A Föld belső szerkezetének és folyamatainak mélyebb megértéséhez való alapvető hozzájárulásukért” |
| 1999 | biológiai tudományok | Ernst Mayr in 1994, after receiving an honorary degree at the University of Konstanz | Ernst Mayr                  | Egyesült Államok               | „Az evolúcióbiológia koncepcionális fejlesztéséhez való alapvető hozzájárulásukért” |
| 1999 | biológiai tudományok |                                                                                      | John Maynard Smith          | Nagy-Britannia                 | „Az evolúcióbiológia koncepcionális fejlesztéséhez való alapvető hozzájárulásukért” |
| 1999 | biológiai tudományok | —                                                                                    | George C. Williams          | Egyesült Államok               | „Az evolúcióbiológia koncepcionális fejlesztéséhez való alapvető hozzájárulásukért” |
| 2000 | polyarthritis        | —                                                                                    | Marc Feldmann               | Nagy-Britannia                 | „A TNF-alfának mint a rheumás ízületi gyulladás terápiás céljának definíciójáért” |
| 2000 | polyarthritis        | —                                                                                    | Ravinder N. Maini           | Nagy-Britannia                 | „A TNF-alfának mint a rheumás ízületi gyulladás terápiás céljának definíciójáért” |
| 2001 | matematika           | Alain Connes                                                                         | Alain Connes                | Franciaország                  | „Az operátoralgebrákkal kapcsolatos átfogó munkájáért, valamint a nemkommutatív geometria megalapozásáért” |
| 2002 | földtudományok       | —                                                                                    | Dan P. McKenzie             | Nagy-Britannia                 | „A litoszféra dinamikájának, és különösen a lemeztektonika, az üledékes medencék kialakulása és a földköpeny megolvadása folyamatainak megértéséhez való alapvető hozzájárulásáért”                                                                                                  |
| 2003 | biológiai tudományok | —                                                                                    | Carl Woese                  | Egyesült Államok               | „A rendszertan harmadik doménjének (»az élet harmadik doménjének«) felfedezéséért” |
| 2004 | polyarthritis        | —                                                                                    | Eugene C. Butcher           | Egyesült Államok               | „Az egészséges és beteg fehérvérsejtek molekuláris mechanizmusainak tanulmányozásáért” |
| 2004 | polyarthritis        | —                                                                                    | Timothy A. Springer         | Egyesült Államok               | „Az egészséges és beteg fehérvérsejtek molekuláris mechanizmusainak tanulmányozásáért” |
| 2005 | csillagászat         | —                                                                                    | James E. Gunn               | Egyesült Államok               | „Az Univerzum nagyléptékű struktúrájának megértéséhez tett hozzájárulásukért” |
| 2005 | csillagászat         | —                                                                                    | James Peebles               | Egyesült Államok               | „Az Univerzum nagyléptékű struktúrájának megértéséhez tett hozzájárulásukért” |
| 2005 | csillagászat         | Martin Rees delivering a lecture at Jodrell Bank                                     | Martin Rees                 | Nagy-Britannia                 | „Az Univerzum nagyléptékű struktúrájának megértéséhez tett hozzájárulásukért” |
| 2006 | földtudományok       | —                                                                                    | Wallace S. Broecker         | Egyesült Államok               | „Az óceán–légkör–bioszféra rendszer globális szén-körforgásának működésére és a klímával való összefüggésekre vonatkozó innovatív és úttörő kutatásaiért” |
| 2007 | biológiai tudományok | —                                                                                    | Robert Trivers              | Egyesült Államok               | „A társas viselkedés, konfliktusok és kooperáció területét érintő, alapvető jelentőségű vizsgálataiért” |
| 2008 | csillagászat         | Rasid Alijevics Szjunyajev                                                           | Rasid Alijevics Szjunyajev  | Oroszország                    | „A nagyenergiájú asztrofizika és kozmológia területén elért döntő jelentőségű hozzájárulásáért, különösen azért, mert a fekete lyukak és neutroncsillagok környezetének dinamikáját vizsgálta, és a háttérsugárzás szerkezetének diagnosztikai lehetőségét demonstrálta.”            |
| 2008 | matematika           | Makszim Koncevics                                                                    | Makszim Koncevics           | Oroszország                    | „A modern elméleti fizika által inspirált matematikában elért döntő jelentőségű eredményeikért” |
| 2008 | matematika           | Edward Witten writing on a blackboard                                                | Edward Witten               | Egyesült Államok               | „A modern elméleti fizika által inspirált matematikában elért döntő jelentőségű eredményeikért” |
| 2009 | polyarthritis        | Charles Dinarello                                                                    | Charles Dinarello           | Egyesült Államok               | „Az interleukinok izolációja, tulajdonságaik meghatározása és a gyulladásos betegségek kialakulásakor betöltött szerepük tisztázása terén végzett úttörő munkásságukért” , |
| 2009 | polyarthritis        | Tadamitsu Kishimoto                                                                  | Tadamitsu Kishimoto         | Japán                          | „Az interleukinok izolációja, tulajdonságaik meghatározása és a gyulladásos betegségek kialakulásakor betöltött szerepük tisztázása terén végzett úttörő munkásságukért” , |
| 2009 | polyarthritis        | Toshio Hirano                                                                        | Toshio Hirano               | Japán                          | „Az interleukinok izolációja, tulajdonságaik meghatározása és a gyulladásos betegségek kialakulásakor betöltött szerepük tisztázása terén végzett úttörő munkásságukért” , |
| 2010 | földtudományok       | Walter Munk                                                                          | Walter Munk                 | Egyesült Államok               | „Úttörő és alapvető munkásságáért, mellyel az óceáni áramlatoknak, az árapálynak és a hullámzásnak a Föld globális dinamikájában játszott szerepének megértéséhez járult hozzá” |
| 2011 | biológiai tudományok | Ilkka Hanski                                                                         | Ilkka Hanski                | Finnország                     | „Úttörő jellegű vizsgálataiért, melyekben azt vizsgálta, hogy a térbeli változatosság hogyan hat az állati és növénypopulációk dinamikájára” |
| 2012 | csillagászat         | Reinhard Genzel                                                                      | Reinhard Genzel             | Németország                    | „A galaxis középpontja körül keringő csillagok megfigyeléséért, mely eredmények egy, a központban elhelyezkedő, különösen nagy tömegű fekete lyuk létezésére utalnak” |
| 2012 | csillagászat         |                                                                                      | Andrea M. Ghez              | Egyesült Államok               | „A galaxis középpontja körül keringő csillagok megfigyeléséért, mely eredmények egy, a központban elhelyezkedő, különösen nagy tömegű fekete lyuk létezésére utalnak” |
| 2012 | matematika           | Jean Bourgain                                                                        | Jean Bourgain               | Belgium                        | „A harmonikus analízisben, a parciális differenciálegyenletek terén, az ergodicitáselméletben, a számelméletben, a kombinatorikában, a funkcionálanalízisben és az elméleti számítástudományban végzett ragyogó és alapvető munkájukért”                                             |
| 2012 | matematika           | Terence Tao                                                                          | Terence Tao                 | Ausztrália · Egyesült Államok  | „A harmonikus analízisben, a parciális differenciálegyenletek terén, az ergodicitáselméletben, a számelméletben, a kombinatorikában, a funkcionálanalízisben és az elméleti számítástudományban végzett ragyogó és alapvető munkájukért”                                             |
| 2013 | polyarthritis        | Peter K. Gregersen                                                                   | Peter K. Gregersen          | Egyesült Államok               | „A felfedezéseikért, melyek a különféle genetikus faktorok és ezeknek a környezeti faktorokkal való kölcsönhatását érintik a rheumás ízületi gyulladás pathogenezisében, diagnosztikájában és klinikai kezelésében”                                                                  |
| 2013 | polyarthritis        | Lars Klareskog                                                                       | Lars Klareskog              | Svédország                     | „A felfedezéseikért, melyek a különféle genetikus faktorok és ezeknek a környezeti faktorokkal való kölcsönhatását érintik a rheumás ízületi gyulladás pathogenezisében, diagnosztikájában és klinikai kezelésében”                                                                  |
| 2013 | polyarthritis        | Robert J. Winchester                                                                 | Robert J. Winchester        | Egyesült Államok               | „A felfedezéseikért, melyek a különféle genetikus faktorok és ezeknek a környezeti faktorokkal való kölcsönhatását érintik a rheumás ízületi gyulladás pathogenezisében, diagnosztikájában és klinikai kezelésében”                                                                  |
| 2014 | földtudományok       | —                                                                                    | Peter Molnar                | Egyesült Államok               | „Azon úttörő tevékenységért, mellyel hozzájárult a lemeztektonika, ezen belül is különösen a kontinensek deformációja, a hegységek szerkezete és fejlődése, valamint a tektonikus folyamatoknak az óceáni és légköri áramlásra és a klímára gyakorolt hatása megértéséhez”           |
| 2015 | biológiai tudományok | —                                                                                    | Richard Lewontin            | Egyesült Államok               | „Azon úttörő vizsgálataikért és alapvető eredményeikért, melyekkel hozzájárultak a genetikus polimorfizmus megértéséhez.” |
| 2015 | biológiai tudományok | —                                                                                    | Tomoko Ohta                 | Japán                          | „Azon úttörő vizsgálataikért és alapvető eredményeikért, melyekkel hozzájárultak a genetikus polimorfizmus megértéséhez.” |
| 2016 | matematika           | Yakov Eliashberg                                                                     | Yakov Eliashberg            | Szovjetunió                    | [ 36 ] |
| 2016 | csillagászat         | Roger Blandford és Roy Kerr                                                          | Roy Kerr                    | Új-Zéland                      | „A forgó fekete lyukakkal és ezek asztrofizikai következményeivel kapcsolatos munkásságukért” |
| 2016 | csillagászat         | Roger Blandford és Roy Kerr                                                          | Roger Blandford             | Egyesült Királyság             | „A forgó fekete lyukakkal és ezek asztrofizikai következményeivel kapcsolatos munkásságukért” |
| 2017 | polyarthritis        | Simon Szakagucsi                                                                     | Simon Szakagucsi            | Japán                          | „A szabályozó T-sejtekkel kapcsolatos felfedezéseikért, amelyek ellensúlyozzák az artritisz és más autoimmun betegségek káros immunreakcióit.” |
| 2017 | polyarthritis        |                                                                                      | Fred Ramsdell               | Egyesült Államok               | „A szabályozó T-sejtekkel kapcsolatos felfedezéseikért, amelyek ellensúlyozzák az artritisz és más autoimmun betegségek káros immunreakcióit.” |
| 2017 | polyarthritis        | Alexander Rudensky                                                                   | Alexander Rudensky          | Egyesült Államok               | „A szabályozó T-sejtekkel kapcsolatos felfedezéseikért, amelyek ellensúlyozzák az artritisz és más autoimmun betegségek káros immunreakcióit.” |
| 2018 | földtudományok       | —                                                                                    | Szjúkuro Manabe             | Japán · Egyesült Államok       | „A légköri nyomgázoknak a Föld éghajlati rendszerében betöltött szerepének megértéséhez való alapvető hozzájárulásért.” |
| 2018 | földtudományok       | —                                                                                    | Susan Solomon               | Egyesült Államok               | „A légköri nyomgázoknak a Föld éghajlati rendszerében betöltött szerepének megértéséhez való alapvető hozzájárulásért.” |
| 2019 | biológiai tudományok | —                                                                                    | Sallie W. Chisholm          | Egyesült Államok               | „A Föld legnagyobb mennyiségben előforduló fotoszintetizáló szervezetének, a Prochlorococcusnak a felfedezéséért és úttörő tanulmányozásáért.” |
| 2020 | csillagászat         | Eugene N. Parker                                                                     | Eugene N. Parker            | Egyesült Államok               | „A napszél és a mágneses mezők úttörő és alapvető vizsgálataiért a csillagoktól a galaktikus léptékig.” |
| 2020 | matematika           | Enrico Bombieri                                                                      | Enrico Bombieri             | Olaszország · Egyesült Államok | „A matematika valamennyi fontos területéhez, különösen a számelmélethez, az analízishez és az algebrai geometriához való kiemelkedő és mérvadó hozzájárulásért.” |